# Fürstenbergs Beweis der Unendlichkeit der Primzahlen
Fürstenbergs Beweis der Unendlichkeit der Primzahlen ist ein 1955 veröffentlichter außergewöhnlicher Beweis der schon von Euklid bewiesenen, bekannten Tatsache, dass es unendlich viele Primzahlen gibt. Er wurde von Hillel Fürstenberg entdeckt, als er noch als undergraduate student an der Yeshiva Universität studierte. Der Beweis stellte für die mathematische Gemeinde eine Überraschung dar, da er topologische Methoden zum Beweis einer bekannten zahlentheoretischen Aussage benutzt.
Der Beweis wurde 1955 in der American Mathematical Monthly veröffentlicht und als schöner und außergewöhnlicher Beweis in die Sammlung Das BUCH der Beweise von Martin Aigner und Günter M. Ziegler aufgenommen.

## Der Beweis
Bei genauerer Betrachtung handelt es sich bei dem Beweis um die Betrachtung bestimmter Eigenschaften arithmetischer Folgen. Wie der klassische Beweis der Unendlichkeit der Primzahlen von Euklid ist Fürstenbergs Beweis ein Widerspruchsbeweis.
Ein topologischer Raum wird durch die Angabe einer Basis der offenen Mengen spezifiziert. Als die offenen Mengen der Topologie der arithmetischen Progression werden jene Teilmengen der ganzen Zahlen {\displaystyle \mathbb {Z} } definiert, welche als Vereinigung zweiseitiger arithmetischen Folgen
{\displaystyle S(a,b)=\{an+b\mid n\in \mathbb {Z} \}=a\mathbb {Z} +b}
geschrieben werden können, wobei {\displaystyle a} und {\displaystyle b} natürliche Zahlen sind. Ob es sich bei dem Definierten tatsächlich um eine Topologie handelt, muss an den Axiomen der Topologie überprüft werden.
Diese Topologie hat folgende Eigenschaften:
1. Weil jede nichtleere offene Menge eine arithmetische Folge enthält, kann keine nichtleere endliche Menge offen sein, das Komplement einer nichtleeren endlichen Menge kann keine abgeschlossene Menge sein.
2. Die einfachen Mengen {\displaystyle S(a,b)} sind sowohl offene als auch abgeschlossene Mengen, denn man kann {\displaystyle S(a,b)} als Komplement offener Mengen schreiben:

{\displaystyle S(a,b)=\mathbb {Z} \setminus \bigcup _{j=1}^{a-1}S(a,b+j).}
Die Zahlen 1 und −1 sind die einzigen ganzen Zahlen, welche keine Vielfachen von Primzahlen sind, also
{\displaystyle \mathbb {Z} \setminus \{-1,+1\}=\bigcup _{p{\text{ ist Primzahl}}}S(p,0).}
Wegen der ersten Eigenschaft kann die Menge auf der linken Seite der Gleichung nicht abgeschlossen sein. Wegen der zweiten Eigenschaft sind die Mengen {\displaystyle S(a,0)} abgeschlossen. Gäbe es nur endlich viele Primzahlen, dann
wäre die (dann endliche) Vereinigung der abgeschlossenen Mengen auf der rechten Seite eine abgeschlossene Menge. Daraus ergibt sich ein Widerspruch, und es gilt: Es gibt unendlich viele Primzahlen.